# Palazzo Gabrielli-Mignanelli

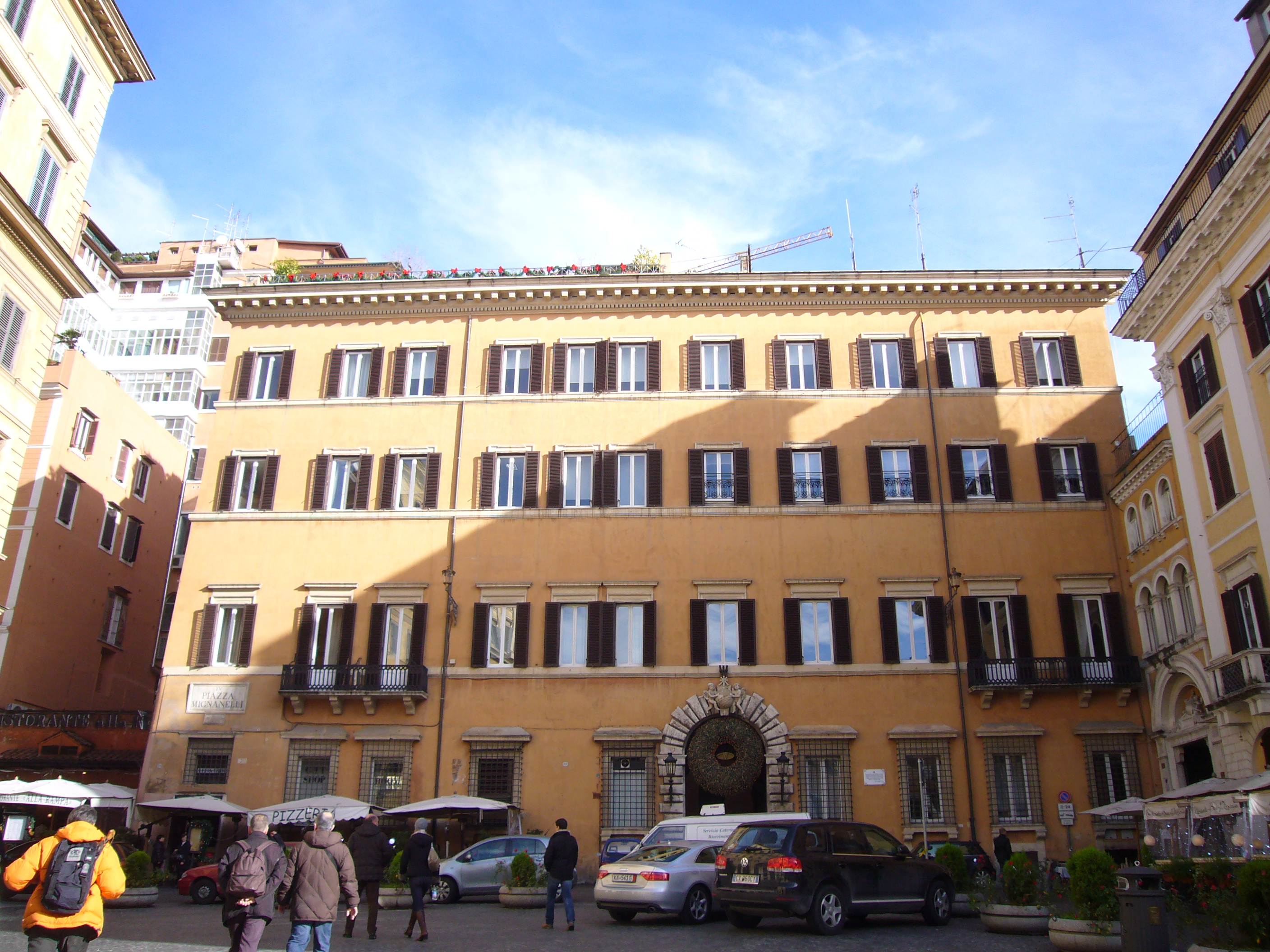
Vista do palácio.

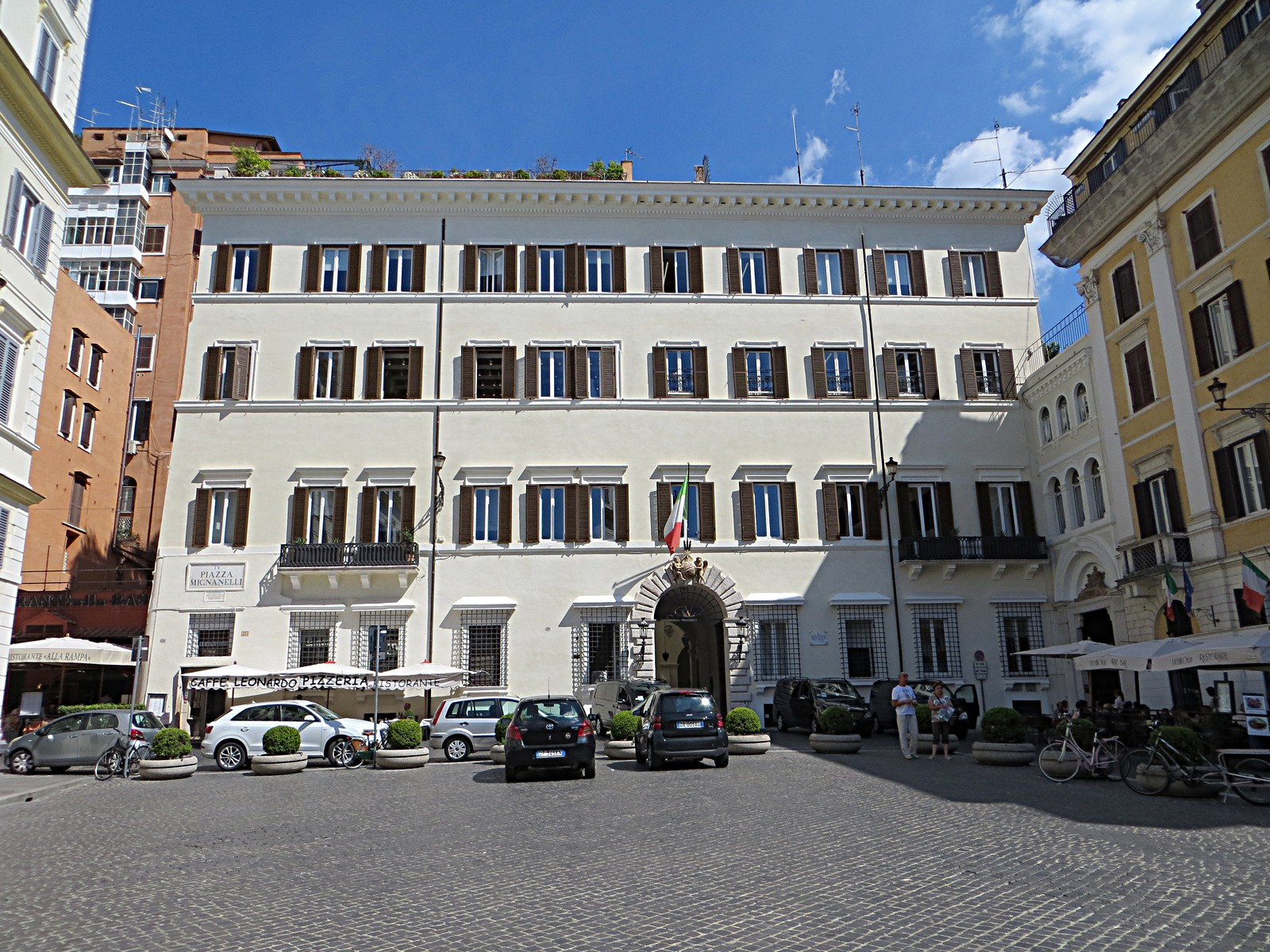
Cores atuais.

Palazzo Gabrielli-Mignanelli é um palácio localizado no número 22 da Piazza Mignanelli, no rione Campo Marzio de Roma, para a qual serve de fundo. Atualmente o palácio é mais conhecido por ser a residência romana do famoso estilista Valentino, sede de sua maison e da Accademia Valentino. 

## História e descrição
O edifício foi encomendado pelo conde Girolamo Gabrielli (1513 - 1587), da família Gabrielli dos condes de Gubbio, por volta de 1575 para ser construído num terreno onde antigamente ficavam os Jardins de Lúculo, os jardins que Lúcio Licínio Lúculo havia criado no século I a.C. na encosta do monte Píncio. A família já era proprietária do Palazzo Gabrielli-Borromeo, perto da Via del Corso.
Em 1615, depois de um casamento entre Maria Gabrielli e Giovanni Mignanelli, neto do cardeal Fabio Mignanelli, o palácio passou por herança à família Mignanelli, originária de Siena. Seu brasão ainda hoje é visível no pátio interno, ao passo que no portal arqueado e rusticado está o da Congregação Propaganda Fide, proprietária do edifício a partir de 1887. Neste mesmo ano, o arquiteto Andrea Busiri Vici completou a renovação da fachada do edifício, acrescentando a ele um novo piso e ampliando a área construída às custas de um antigo jardim. Nele ficava um grande mosaico da época romana que, com a ampliação, acabou ficando numa das salas no interior do palácio. Originário do teatro romano de Gubbio e transportado para Roma por ordem de Girolamo, o mosaico representa um leão atacando um leopardo. Adquirido posteriormente dos Mignanelli por Thomas Coke, 1º conde de Leicester, ele foi levado para sua residência de Holkham Hall, onde está atualmente.
O palácio tinha uma entrada pelos fundos, localizada no número 24 da Via Gregoriana, correspondente ao antigo Palazzetto Gabrielli, reconhecível atualmente pela presença de um brasão desta família numa posição de esquina.
Em sua longa história, o Palazzo Gabrielli-Mignanelli hospedou diversas personalidades e instituições célebres. Em 1814, dormiram ali o jovem Massimo d'Azeglio e o padre Cesare Taparelli d'Azeglio, enviado a Roma por ocasião da re-entrada triunfal em Roma do papa Pio VII depois da ocupação francesa. Entre 1834 e 1865, o edifício foi sede da Banca Romana e, a partir de 1848, o piso térreo abrigou também o Circolo dei Francesi, frequentado pelos franceses que viviam em Roma. Depois da Unificação da Itália, o edifício abrigou a diretoria do Archivio di Stato de Roma.
Uma importante obra de restauração e conservação da fachada e dos afrescos ocorreu entre 2014 e 2015. 